# Ulei

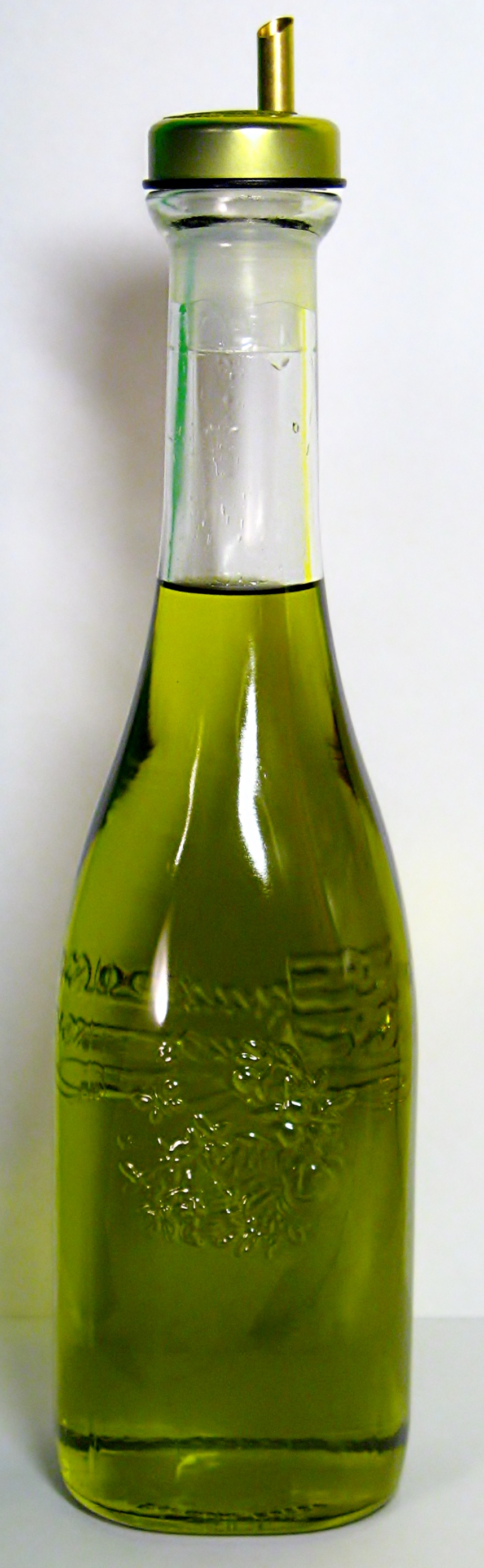
Un exemplu de ulei utilizat în gastronomie este uleiul de măsline.

Uleiul (latină oleum, greacă ἔλαιον, elaion = ulei de măslin) este un lichid gras de proveniență vegetală, animală, minerală sau sintetică, insolubil în apă și mai ușor decât aceasta, folosit în alimentație, în industrie și în alte domenii. Numit de Homer și „aurul lichid” sau „elixirul sănătății”, uleiul este recunoscut pentru calitățile sale nutriționale. Uleiul de măsline este foarte bine tolerat de către stomac și, potrivit unor studii, previne apariția ulcerului gastroduodenal și gastrita și totodată stimulează secreția bilei și a hormonilor pancreatici, într-un mod mai natural și mai eficient.

## Tipuri de uleiuri
Ulei vegetal
- Este un amestec de trigliceride și acizi grași, fluid la temperatură medie. Poate fi extras din diferite plante: floarea soarelui, rapiță, nucă, măsline, soia, palmier, cocos, in, mac, ricin, porumb etc. Unele uleiuri vegetale sunt comestibile și se folosesc în alimentație, altele sunt uleiuri industriale și se folosesc în tehnologie. Uleiul comestibil = untdelemn.[2] Unele uleiuri, de exemplu cele de rapiță, soia sau palmier pot fi folosite pentru producerea combustibilului (biodiesel).

Ulei de origine animală
- Untură de pește.

Ulei eteric
- Terebentină

- Ulei de lămâi

Ulei mineral
- Este un extras din țiței sau cărbune, sunt hidrocarburi care conțin sulf. Industria petrolieră prin rafinare produce lubrifianți pentru ungerea mecanismelor, a motoarelor cu ardere internă, uleiuri pentru acționări hidraulice etc.
- Uleiul sintetic este un ulei obținut prin adăugarea la uleiul mineral a unor hidrocarburi de sinteză.

Ulei siliconic
- Uleiul siliconic se bazează pe polimeri și copolimeri din siliciu oxigenat, cu catenele laterale organice.

Ulei volatil
- Uleiul volatil este o combinație de substanțe organice complexe aflate în amestec în proporții specifice în anumite părți ale plantelor aromatice. Tipul și proporția de participare a substanțelor volatile la alcătuirea unui ulei volatil variază în primul rând în funcție de specia de plantă dar și de rasa genetică, de locul în care crește planta, de condițiile de climă, sol, de perioada de recoltare etc.
- Uleiul volatil mai este cunoscut și ca ulei eteric sau ulei esențial din plantă.
- Uleiul volatil a exercitat dintotdeauna o fascinație cu totul aparte asupra omului, efectele lui vindecătoare asupra trupului combinându-se cu influența puternică asupra psihicului și emoțiilor.